# Vîsoceanove, Bobrîneț
Vîsoceanove (în ucraineană Височанове) este un sat în comuna Fediivka din raionul Bobrîneț, regiunea Kirovohrad, Ucraina.

## Demografie
Componența lingvistică a localității Vîsoceanove
     Ucraineană (91,89%)
     Rusă (2,7%)
     Română (2,7%)
     Belarusă (2,7%)
Conform recensământului din 2001, majoritatea populației localității Vîsoceanove era vorbitoare de ucraineană (91,89%), existând în minoritate și vorbitori de rusă (2,7%), română (2,7%) și belarusă (2,7%).